# Paul Isberg
Paul Otto Isberg (* 2. September 1882 in Helsingborg; † 5. März 1955 in Hammar) war ein schwedischer Segler.

## Erfolge
Paul Isberg, der Mitglied im Göteborgs Kungliga Segelsällskap war, wurde bei den Olympischen Spielen 1912 in Stockholm in der 10-Meter-Klasse Olympiasieger. Dabei war er Crewmitglied der Kitty, die in beiden Wettfahrten der Regatta den ersten Platz belegte und damit den Wettbewerb vor dem finnischen Boot Nina und dem russischen Boot Gallia II gewann. Zur Crew der Kitty gehörten außerdem Carl Hellström, Harry Rosenswärd, Herman Nyberg, Erik Wallerius, Humbert Lundén und Harald Wallin. Skipper des Bootes war Filip Ericsson.
Seine Tochter Kerstin Isberg nahm 1936 in Berlin an den olympischen Schwimmwettbewerben teil.